# Actinógrafo

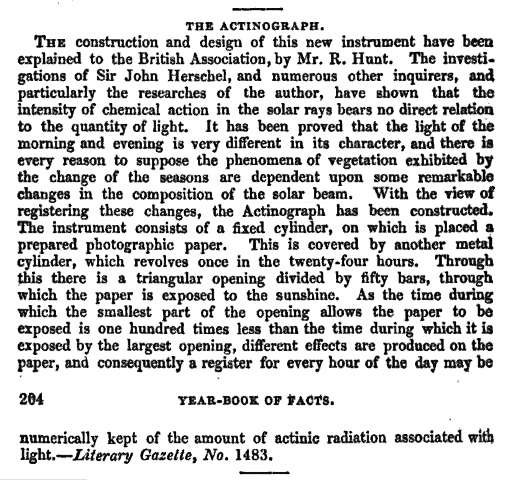
Descripción del actinógrafo de R. Hunt.

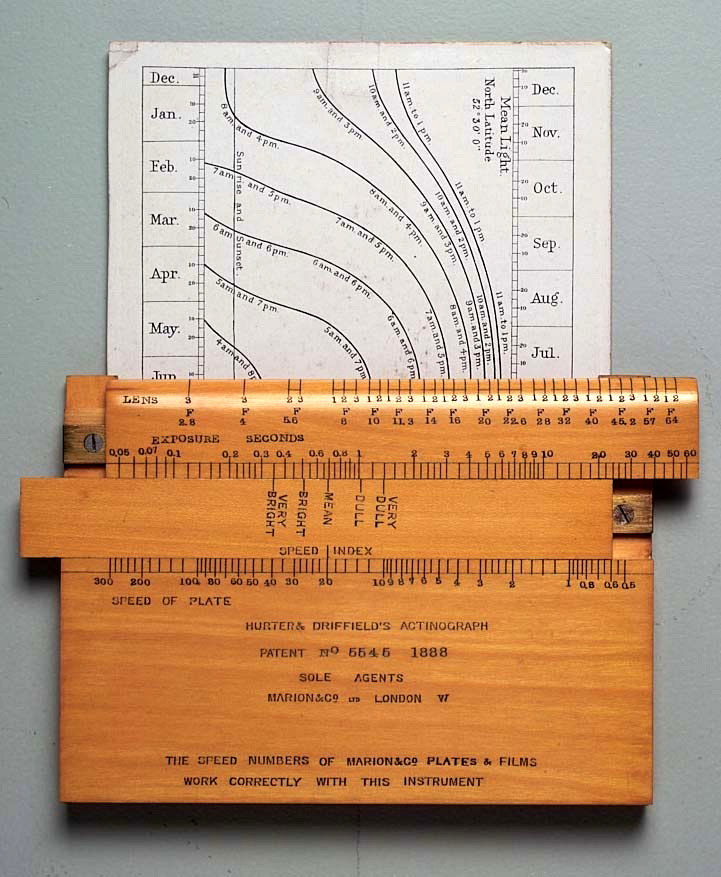
Actinógrafo Hurter & Driffield

Un actinógrafo es un instrumento para medir o estimar la cantidad de luz disponible, en relación con su capacidad para exponer una película fotográfica. Esto es,  mide la intensidad actínica (o química) de la luz, en oposición con la intensitad radiométrica o volumen fotométrico de luz.
Los primeros actinógrafos eran dispositivos que funcionaban de forma continua durante 24 horas, utilizando un cilindro de papel fotográfico (rotado mediante un mecanismo de relojería) expuesto a la luz mediante una ranura en forma de cuña, mediante el que se registraba una gráfica de la intensidad actínica de la luz durante el periodo de un día; de ahí el sufijo grafo en actinógrafo.  Estos dispositivos fueron desarrollados y descritos por Robert Hunt, secretario de la Real Sociedad Politécnica de Cornualles en 1845, como una mejora del heliógrafo desarrollado por T. B. Jordan en 1839.
En 1888, Ferdinand Hurter y Vero Charles Driffield patentaron un dispositivo para estimar la potencia actínica del sol, diseñado con el propósito de poder ajustar adecuadamente los tiempos de exposición y las aperturas de las cámaras fotográficas, basándose en la sensibilidad de la película, hora del día, época del año, y latitud. Estos dispositivos eran unas reglas de cálculo (y no instrumentos de medición), por lo que no producían gráficos, aunque Hurter y Driffield adoptaron el mismo nombre.
En 1911, Arthur William Clayden M.A. (Socio de la Sociedad Meteorológica Real y Director del Royal Albert Memorial University College de Exeter) desarrolló una versión de un actinógrafo para meteorólogos, para observar y registrar las fluctuaciones de la radiación solar.